# Medium Mark A Whippet
Medium Mark A «Whippet» («Віппет»; також знаний як Mark A або Medium A) — британський легкий танк часів Першої світової війни з кулеметним озброєнням. Цей напрямок розвитку танків привів до появи важчих і більших Mark B та Mark C 1918 року, а його завершенням став експериментальний швидкісний танк Mark D, створений 1919 року.
Ідея легкого танка, який можна було б застосувати масово, з'явилась ще 1916 року. Потребу в такій машині підтвердила битва за Камбре в листопаді 1917, коли важкі танки прорвали перші лінії оборони, але війська, що наступали за ними, не змогли розвинути прорив.

## Опис
Medium A Mk Whippet розвивав швидкість 14 км/год, що більш ніж удвічі перевищувало швидкість Mk IV, тому його неофіційно назвали «Уіппет» — «Хорт». Танк мав бойову масу 14 т, був захищений бронею в 14 мм і озброєний чотирма кулеметами; екіпаж складався з трьох чоловік. Запас ходу становив 130 км.
Два двигуна «Тейлор» потужністю по 45 л. с. були встановлені в передній частині танка; кожна гусениця приводилася в рух одним двигуном через свою коробку передач — таким чином, танк втрачав здатність пересуватися навіть при відключенні одного двигуна. Поворот танка здійснювався або зміною числа оборотів одного з двигунів, або шляхом перемикання передачі в одній з коробок передач, або обома способами одночасно.
У Medium A Mk Whippet залишилася стара підвіска від важких танків (хоча у Франції вже були танки з м'якою підвіскою), тому, незважаючи на збільшення максимальної швидкості, поза шосе швидкість все одно була низькою.
Незважаючи на складне управління, Medium A Mk Whippet був надійнішим за своїх попередників — деякі танки самостійно поверталися в свою частину після бою.

## Бойові дії
В 1918 році в битві під Ам'єном в битві взяли участь 96 танків Mk A. Вони вперше в історії танкових військ здійснили щось схоже на оперативний прорив — відірвавшись від піхоти і супроводжувані кіннотою, вони провели рейд по тилах німецьких військ.

### Громадянська війна в Росії
Mk A перебували на озброєнні Кавказької добровольчої армії. Танковий батальйон Добровольчої армії брав участь у взятті Царицина влітку 1919 року.

### Інше
Трофейні танки використовувалися в Німеччині та Червоній Армії. В СРСР вони використовувалися до початку 1930-х років під назвою «Тейлор» (відповідно до маркування двигуна, єдиного знайденого на захоплених зразках машин при відсутності документації). На початку 1920-х рр. кілька машин доставили в Японію.
У Великій Британії Medium A Mk Whippet служив до кінця ПСВ, після чого танки цієї моделі замінили на Mk B і Mk C.

## Зображення

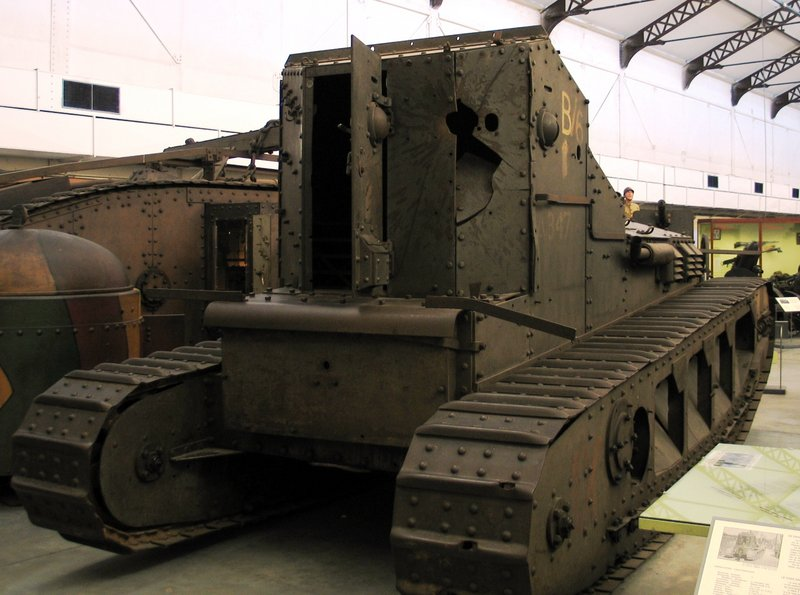
Корма танка, підбитого 17 серпня 1918 року, знаходиться в музеї ЗС у Брюсселі
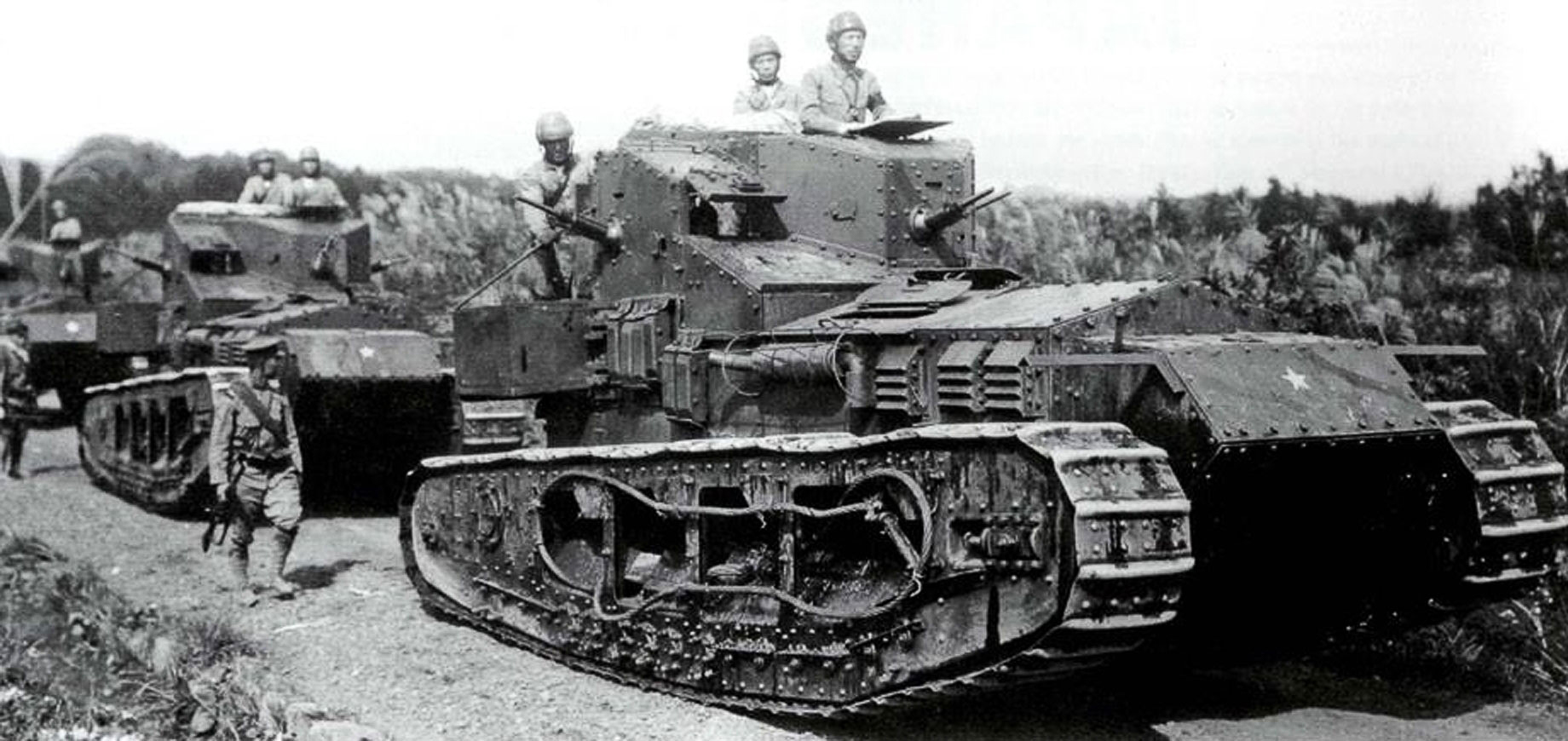
Танки Mark A Імператорської армії Японії

## Відео
http://www.youtube.com/watch?v=e8CVm9iQGuE&feature=related